# Jimmy Kruger
James Thomas Kruger, detto Jimmy (1917 – 9 maggio 1987), è stato un politico sudafricano membro del National Party che raggiunse la carica di ministro della Giustizia e della Polizia nel Governo del primo Ministro B.J. Vorster dal 1974 al 1979.

## Biografia
Kruger fu un Afrikaner e membro del governo conservatore del National Party sostenitore dell'apartheid. All'epoca degli scontri di Soweto nel 1976 ricopriva la carica di ministro della Giustizia, la sua dichiarazione «Natives had to be tame, to the gun» (in italiano gli indigeni devono essere resi mansueti, con le pistole) venne rilasciata in seguito all'uccisione di attivisti da parte della polizia durante le proteste diffusesi in tutto il paese nel 1976:
Fu responsabile della messa al bando di Steven Biko, leader del Black Consciousness Movement, morto nel settembre 1977 quando era sotto fermo di polizia. Il commento di Kruger a questo evento fu la seguente dichiarazione: «Dit laat my koud»(in italiano la sua morte mi lascia freddo).
In un primo momento Kruger asserì che Biko era morto a causa di uno sciopero della fame . Ma questa versione venne contestata dal giornalista anti-apartheid Donald Woods; più tardi Kruger iniziò a ritrattare la sua precedente versione ma allo stesso tempo dichiarò che Biko era autore di pamphlet che inneggiavano a "sangue e corpi per le strade". Ma Woods insistette, raccogliendo ulteriori prove per i suoi scritti e, alla fine, in seguito alla pubblicazione di un articolo in cui invitava il ministro a dimettersi, Woods fu messo al bando su diretto ordine di Kruger. Non molto tempo dopo Woods e la sua famiglia furono costretti ad abbandonare il paese, andando a vivere in esilio in Gran Bretagna.

### La caduta e l'oblio
In risposta alle sempre più insistenti pressioni internazionali che seguirono gli Scontri di Soweto il governo sudafricano ordinò un'inchiesta per indagare sulle cause della morte di Biko: ebbene il magistrato che conduceva l'indagine concluse che Biko era morto per danni al cervello causati da lesioni al cranio forse provocati da una spranga; comunque nessuno fu ritenuto responsabile e quindi perseguibile per la morte di Biko, né la Polizia, né lo stesso Ministro. Nonostante ciò questi eventi segnarono la fine della carriera politica di Kruger: infatti, visto che questi eventi avevano pesantemente compromesso la credibilità del paese all'estero, il governo costrinse Kruger a dimettersi non solo dal suo posto di ministro ma anche come membro del partito di governo National Party.
Kruger da allora divenne un personaggio politico di secondo piano se si eccettua il ruolo che ebbe di Presidente del Senato dal 1979 al 1981. In seguito si dissociò dalla linea riformista del nuovo Primo Ministro Pieter Willem Botha, il successore di Vorster e nel 1982 presenziò al congresso fondatore del Partito Conservatore di Andries Treurnicht. Morì nel 1987.

## Nella cultura di massa
- Nel film  di Richard Attenborough Grido di libertà del 1987 il giornalista liberal sudafricano Donald Woods impersonato dall'attore Kevin Kline si lamenta con Jimmy Kruger, impersonato da John Thaw, circa la detenzione e il trattamento del leader del Black Consciousness Movement cioè Steven Biko. Woods esorta Kruger ad instaurare un dialogo con il leader nero, dialogo che il ministro non accetta, rispondendo al giornalista che il suo governo sta combattendo per il Sudafrica, il loro paese.

- Nel film di Bille August Il colore della libertà - Goodbye Bafana del 2007, Jimmy Kruger, impersonato da Norman Anstey, offre al prigioniero Nelson Mandela la libertà, a condizione che egli si ritiri dalla lotta contro l'apartheid, condizione che Mandela rifiuta.